# 地非索罗定
地非索罗定（INN：desfesoterodine，也称为“(R)-5-羟甲基托特罗定”）是一种含氮有机化合物，分子式C22H31NO2，可作为毒蕈碱拮抗剂，是托特罗定的羟基衍生物，也是其异丁酸酯非索罗定（也称为“弗斯特罗定”）的活性代謝產物。